# Тернопільська державна механічна гімназія
Державна механічна гімназія — колишній навчальний заклад у Тернополі. Розташовувався у будинку на вулиці Німцевича (нині вул. Котляревського).

## Відомості
У будівлі промислової школи сформували технічну сотню УГА.
10 грудня 1919 року тут відкрито промислову школу, яка в 1930-х реорганізована в механічну гімназію — перший професійно-технічний заклад міста. Тут навчалися верстатної обробки металу, слюсарства, бляхарства.
На базі Державної механічної гімназії в післявоєнні роки почала діяти ремонтно-механічна майстерня, згодом завод — попередник Тернопільського комбайнового заводу.